# Hadik András-díj

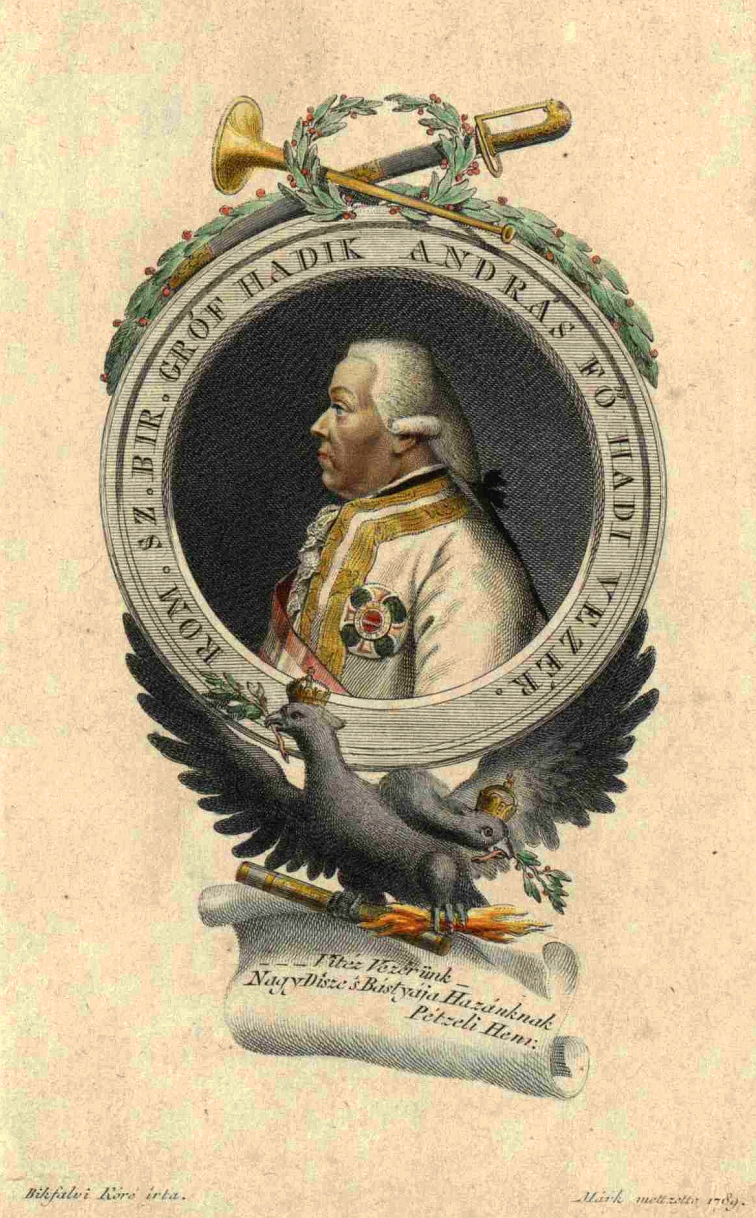
A díj névadója Gróf futaki Hadik András magyar huszártábornok

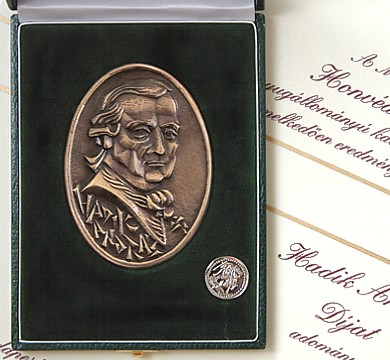
Hadik András-díj

A Hadik András-díj honvédelmi miniszteri rendelettel, 2002-ben alapított állami elismerés.

## A díj odaítélése
A Hadik András-díjat a honvédelmi miniszter a nyugállományú katonák érdekeinek egészét érintő kiemelkedően eredményes munka elismerésére adományozza évente, május 21-én, a Honvédelem Napján.
A díjazottak jogosultak a „Hadik András-díjas” cím használatára és az erre utaló miniatűr jelvény viselésére. (Ha a díj odaítélése és átadása közötti időben a kitüntetendő személy elhalálozik, a plakettet, az oklevelet és a díjjal járó pénzjutalmat házastársa vagy leszármazottja veheti át.)
A honvédelmi miniszter által alapítható és adományozható elismerésekről szóló mindenkori rendelet az összes díj éves kontingensét úgy határozza meg, hogy Hadik András-díjban évente gyakorlatilag 1-2 fő részesülhet.

## A díjak leírása és viselése
A díjakkal oklevél, plakett és anyagi elismerés jár. A pénzjutalom összege a Kossuth-díjjal járó pénzjutalom mindenkori összegének 20%-a.
- Plakett, álló ovális alakú, rajta a névadó arcmása és neve. Anyaga bronz, mérete 70x100 mm (alkotója ifj. Szlávics László).
- Kitűzője kerek, rajta a díjat megjelenítő motívumokkal, mérete 20 mm.

A miniatűr jelvényt a szolgálati, köznapi és ünnepi öltözet esetén a zubbony jobb oldalán, a zsebtakaró felett kell viselni.

## Díjazottak
- 2003 – Pájer Tamás ezredes
- 2004 – Péter László ezredes
- 2005 – Sipos Géza ny. ezredes
- 2006 – Szekeres István ny. dandártábornok
- 2007 – Ocsovai János mérnök ezredes
- 2008 – Galló István nyugállományú ezredes
- 2010 – Pintér Ferenc nyugállományú ezredes